# Albrecht Mayer (Maler)
Albrecht Mayer (nach der Heirat offiziell Albrecht Mayer-Seiler; * 26. März 1875 in Basel; † 30. Juni 1952 ebenda) war ein Schweizer Maler, Lithograf und Lehrer an der Gewerbeschule in Basel.

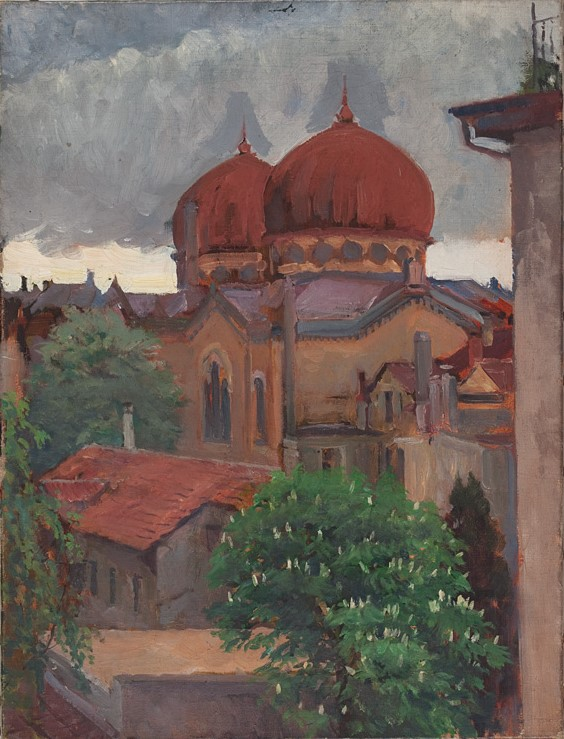
Basler Synagoge, Ölgemälde in der Sammlung des Jüdischen Museums der Schweiz.

## Leben und Werk
Albrecht Mayer wuchs als Sohn eines Schuhmachermeisters am Spalenberg 23 in Basel auf. Seine Mutter war Susanna Verena, geborene Ernst (* 1836). In der «Lithographischen Anstalt Bruder» am Schlüsselberg absolvierte er seine Lehrzeit, und er besuchte die Kunstklasse von Fritz Schider an der Gewerbeschule.
Durch Zufall wurde Ernst Bumm auf Mayers anatomische Händestudien aufmerksam, was zur Folge hatte, dass er seine wissenschaftlichen Werke illustrieren konnte. Ebenso arbeitete Mayer für Hanson Kelly Corning (1860–1951), der ab 1893 Prosektor und Dozent am Anatomischen Institut der Universität Basel war. Mayers anatomische Zeichnungen trugen wesentlich dazu bei, die Werke der beiden Gelehrten zu beleben und verständlich zu machen. Sein anatomisches Interesse war später bei seinem Unterricht für plastische Anatomie an der Gewerbeschule von grossem Nutzen.

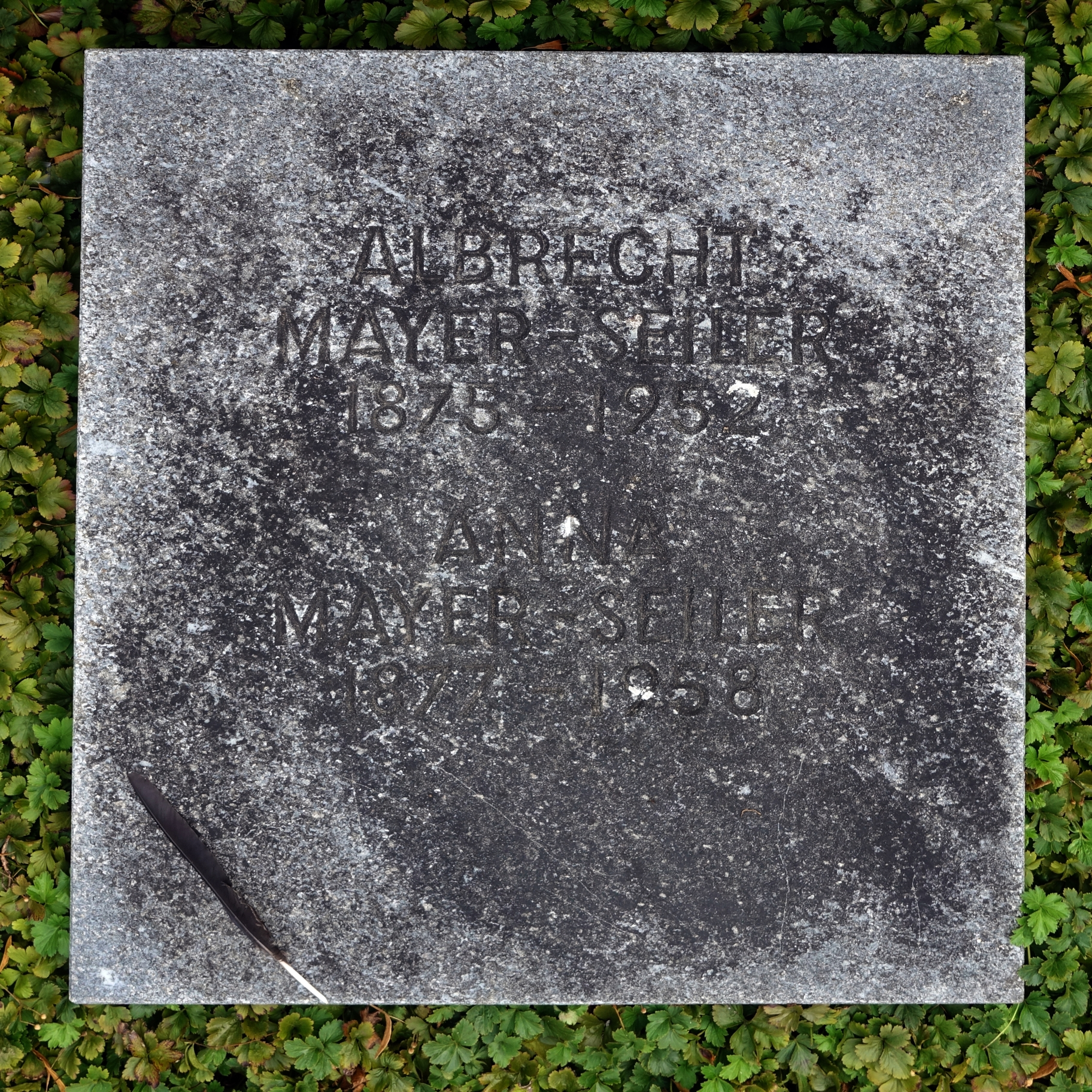
Grab auf dem Friedhof am Hörnli

Nach seiner Lehrzeit reiste er nach Stuttgart und Mailand, später nach Halle und Berlin. Dort studierte er an der Akademie der Künste und setzte seine Malstudien fort.
1907 heiratete er Anna (Anny), geborene Seiler  (1877–1958), und wurde an der Gewerbeschule für die Kunstklasse, für figürliches und Aktzeichnen sowie für Kurse für plastische Anatomie als Nachfolger von Fritz Schider berufen. Dort unterrichtete er zusammen mit Arnold Fiechter bis 1941 zahlreiche angehende Künstler. Unter seinen Schülern befanden sich u. a. Karl Ballmer, Albert Schnyder, Ernst Giese, Irène Zurkinden, Max Kämpf, Heinrich Danioth, Toni Nigg, Paul Wyss, Gustav Stettler, Ruedi Schmid, Karl Faig, Christoph Wilhelm Iselin (1910–1987) und dessen Frau Elly Iselin-Boesch. Auch Roland Brückner nahm zwischen 1927 und 1936 Unterricht bei Mayer und verehrte diesen zeitlebens.
Mayer war u. a. mit Ferdinand Hodler, Cuno Amiet, Burkhard Mangold, Otto Plattner, Ernst Buchner und Louis Dischler befreundet. Als Präsident der GSMBA Basel war er einer der Initianten, die zur Gründung des Kunstkredits Basel-Stadt beitrugen. Von 1908 bis 1918 war Mayer Präsident der Basler Künstlergesellschaft und als Kommissionsmitglied des Basler Kunstvereins sowie als Mitglied der Kunstkreditkommission tätig. Zudem war er Vorgesetzter und seit 1941 Meister der Zunft zu Schuhmachern.
Albrecht Mayer fand seine letzte Ruhestätte auf dem Friedhof am Hörnli.